# Taoyuan, Changde
Taoyuan är ett härad som lyder under Changdes stad på prefekturnivå i Hunan-provinsen i södra Kina. Det ligger omkring 180 kilometer nordväst om provinshuvudstaden Changsha.